# 중국기계공업집단
중국기계공업집단(中国机械工业集团, 영어: China National Machinery Industry Corporation)은 도구 제작, 건설 장비, 농업 장비 및 인프라 건설 분야에서 사업을 하는 중국의 공기업이다.